# Promachus latitarsatus
Promachus latitarsatus är en tvåvingeart som först beskrevs av Macquart och Sabin Berthelot 1839.  Promachus latitarsatus ingår i släktet Promachus och familjen rovflugor.
Artens utbredningsområde är Kanarieöarna. Inga underarter finns listade i Catalogue of Life.